# Notogoneus osculus
Notogoneus osculus é uma espécie de peixe que media cerca de meio metro de comprimento e que viveu há 50 milhões de anos no Lago de Fósseis, do estado de Wyoming, nos Estados Unidos.